# Benson Kiplangat
Benson Kiplangat (né le 17 juin 2003) est un athlète kényan, spécialiste des courses de fond.

## Biographie
Il remporte le 5 000 m des championnats du monde juniors de 2021, à Nairobi au Kenya, en 13 min 20 s 37, signant un nouveau record personnel.

## Palmarès
| Date | Compétition                    | Lieu     | Résultat | Épreuve             | Temps          |
| ---- | ------------------------------ | -------- | -------- | ------------------- | -------------- |
| 2021 | Championnats du monde juniors  | Nairobi  | 1er      | 5 000 m             | 13 min 20 s 37 |
| 2023 | 10 kilomètres d'Ibiza          | Ibiza    | 1er      | 10 kilomètres       | 27 min 18 s    |
| 2024 | Championnats du monde de cross | Belgrade | 3e       | Course individuelle | 28 min 14 s    |
| 2024 | Championnats du monde de cross | Belgrade | 1er      | Par équipes         | 19 pts         |

## Records
| Épreuve     | Temps          | Lieu      | Date             |
| ----------- | -------------- | --------- | ---------------- |
| 5 000 m     | 13 min 10 s 41 | Montreuil | 2 juin 2022      |
| 10 000 m    | 27 min 09 s 83 | Machida   | 26 novembre 2022 |
| 10 km route | 27 min 18 s    | Ibiza     | 29 janvier 2023  |